# 阿蒂兰伯蒂讷姆
阿蒂兰伯蒂讷姆（Adiramapattinam），是印度泰米尔纳德邦坦贾武尔县的一个城镇。总人口27697（2001年）。

## 人口
该地2001年总人口27697人，其中男性13218人，女性14479人；0—6岁人口3687人，其中男1907人，女1780人；识字率69.24%，其中男性为76.63%，女性为62.50%。